# Bismarck (1939)

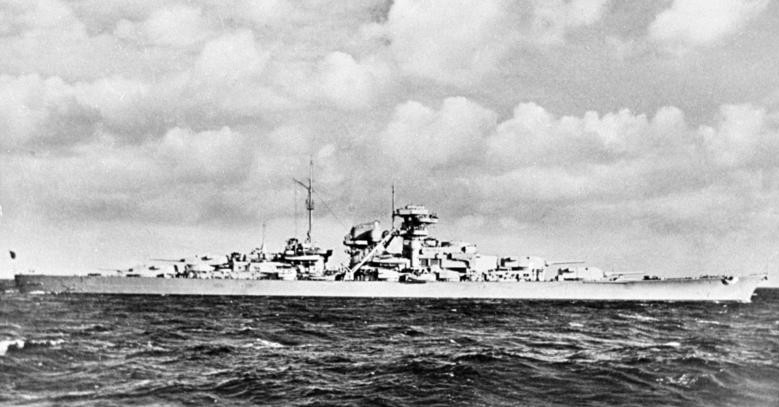
„Bismarck” widok sylwetki

Bismarck – niemiecki pancernik typu Bismarck z okresu II wojny światowej, bliźniaczy okręt „Tirpitza”. Oba te pancerniki były największymi jednostkami Kriegsmarine w historii i największymi europejskimi okrętami bojowymi. Zatopiony 27 maja 1941, dziewiątego dnia swego pierwszego rejsu bojowego.

## Historia
Budowę okrętu rozpoczęto 1 lipca 1936 w stoczni Blohm und Voss w Hamburgu, jako budowę nr 509. Okręt zwodowano 14 lutego 1939. Pancernik „Bismarck” wszedł do służby w Kriegsmarine 24 sierpnia 1940. Jego dowódcą został komandor Ernst Lindemann. 28 września 1940 „Bismarck” wyszedł w swój pierwszy rejs do Gotenhafen (okupacyjna nazwa Gdyni), która miała być jego głównym portem postojowym. Okręt został przeznaczony wraz z „Scharnhorstem”, „Gneisenau”, „Prinz Eugenem” i „Tirpitzem” do działań krążowniczych przeciwko konwojom zaopatrzeniowym. Zasadniczo ciężkie okręty niemieckie miały zakaz podejmowania walki z równoważnym przeciwnikiem w postaci pancerników i krążowników Royal Navy.

## Pierwszy rejs bojowy i zatopienie
„Bismarck” wyszedł w morze z Gdyni 19 maja 1941, po czym, po dołączeniu „Prinza Eugena” i eskorty niszczycieli oraz przerywaczy zagród minowych, zespół wziął kurs na Wielki Bełt. 21 maja rano okręty niemieckie zakotwiczyły w fiordzie koło Bergen. Zmieniono wówczas charakterystyczny kontrastowy kamuflaż bałtycki okrętów, z biało-czarnymi skośnymi pasami, na jednolite jasnoszare malowanie. Okręty niemieckie zostały jednak wykryte w fiordzie przez brytyjski samolot rozpoznawczy i w obawie przed brytyjskim nalotem admirał Lütjens zrezygnował z uzupełnienia paliwa przez pancernik i wieczorem okręty wyszły w morze.
Niemiecki zespół po opuszczeniu fiordów Bergen skierował się na północ, w kierunku wyspy Jan Mayen. 22 maja rano odesłano trzy niszczyciele eskorty do Trondheim, po czym „Bismarck” i „Prinz Eugen” kontynuowały rejs samodzielnie. Admirał Lütjens, korzystając z pogorszenia pogody, obrał kurs na zachód, chcąc jak najszybciej przedrzeć się na Atlantyk przez Cieśninę Duńską między Islandią a Grenlandią.
23 maja niemieckie okręty lewym trawersem minęły Islandię, osiągając granicę lodów przy wybrzeżu Grenlandii i obrały kurs na południe, wchodząc do Cieśniny Duńskiej. Około 19.22 Niemcy zostali jednak zauważeni przez ciężki krążownik HMS „Suffolk”, który zaczął podążać za zespołem na granicy widoczności, po czym dołączył do niego również ciężki krążownik HMS „Norfolk”. Pancernik oddał do niego pięć salw, obramowując go i powierzchownie uszkadzając odłamkami. Wstrząsy wystrzałów uszkodziły jednak na „Bismarcku” dziobowy radar.

### Bitwa w Cieśninie Duńskiej
Na spotkanie niemieckiemu zespołowi Brytyjczycy skierowali zespół wiceadmirała Hollanda (HMS „Hood” i „Prince of Wales”). 24 maja po godzinie 2.00 brytyjski zespół odnalazł Niemców na radarach, po czym podjął pościg. Wiceadmirał Holland zdecydował się na przechwycenie i o świcie, po 5.45 oba zespoły dostrzegły się wzajemnie. Brytyjczycy znajdowali się początkowo w niekorzystnej sytuacji, gdyż mogli prowadzić ogień jedynie z wież dziobowych, podczas gdy Niemcy mogli strzelać salwami burtowymi. O godzinie 5.53 Brytyjczycy pierwsi otworzyli ogień z odległości ok. 20 000 m, lecz okręt flagowy „Hood” omyłkowo ostrzelał zamiast „Bismarcka” krążownik „Prinz Eugen”, który był pierwszym okrętem w szyku torowym. „Prince of Wales” za cel obrał prawidłowo „Bismarcka”.
O 5.55 ogień otworzyły oba niemieckie okręty, koncentrując go na „Hoodzie”. „Bismarck” oddał do „Hooda” pięć salw i o 6.01, po piątej salwie „Bismarcka”, pocisk czwartej lub piątej salwy trafił go z odległości ok. 18 000 m w śródokręcie w okolicy rufowego masztu, po czym „Hood” błyskawicznie zatonął w wielkiej eksplozji.
Oba niemieckie okręty skoncentrowały następnie ogień na HMS „Prince of Wales”, trafiając go trzema pociskami kalibru 380 mm „Bismarcka” i czterema 203 mm „Prinza Eugena”. Jeden z pocisków przebił burtę pod wodą, nie wybuchając; skutkiem tego było nabranie ok. 600 t wody do kadłuba. O 6.03 dowódca „Prince of Wales” komandor John Leach zdecydował zakończyć starcie, wykonał zwrot i oderwał się od przeciwnika pod osłoną zasłony dymnej. „Bismarck” wystrzelił podczas starcia 93 pociski. O 6.09 Niemcy zakończyli ogień.

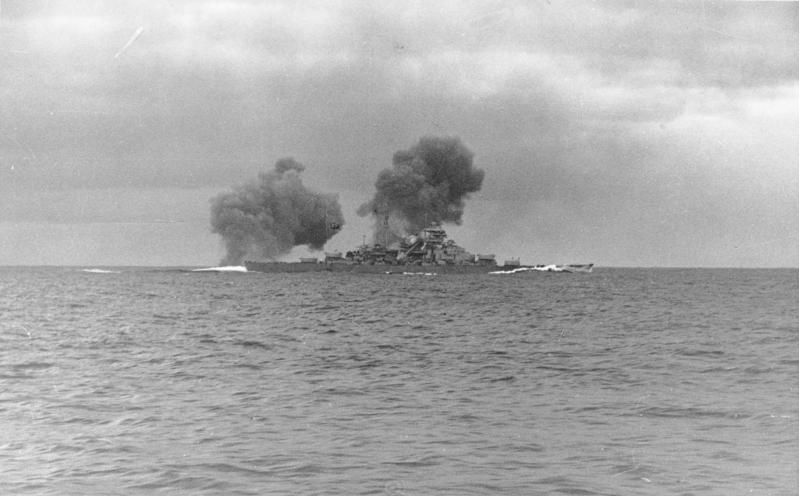
„Bismarck” w czasie bitwy

Również „Bismarck” został trafiony trzema pociskami kalibru 356 mm z „Prince of Wales”, z czego jeden trafił w część podwodną lewej burty, a drugi w dziób na linii wodnej; trzeci spowodował jedynie niewielkie uszkodzenia łodzi okrętowych i katapulty. Najpoważniejszą konsekwencją było uszkodzenie zbiornika paliwa, które zostało częściowo zanieczyszczone wodą morską i zaczęło wyciekać, tworząc ślad za pancernikiem, a na skutek uszkodzenia magistrali 1000 ton paliwa ze zbiorników dziobowych stało się niedostępnych. Ponadto „Bismarck” nabrał ok. 2000 ton wody do kadłuba, uzyskując przegłębienie na dziób i zalane zostały dwa kotły w kotłowni nr 2, co spowodowało ograniczenie maksymalnej prędkości do 28 węzłów, i to rozwijanej jedynie chwilowo.
Uszkodzenia „Bismarcka” spowodowały, że kontynuowanie pierwotnej akcji przestało mieć sens, zwłaszcza że paliwa wystarczało jedynie na powrót (ok. 2000 mil morskich, utrzymując prędkość 30 węzłów), a uzupełnienie go ze zbiornikowca w sytuacji prześladowania niemieckiego okrętu przez brytyjskie okręty, utrzymujące kontakt radarowy, było niemożliwe. Lütjens postanowił więc płynąć do portu w St. Nazaire w celu napraw.

### Pościg za Bismarckiem
Admirał Lütjens zdecydował odkomenderować potajemnie „Prinz Eugena” do prowadzenia samodzielnych działań na Atlantyku i oba okręty rozdzieliły się.

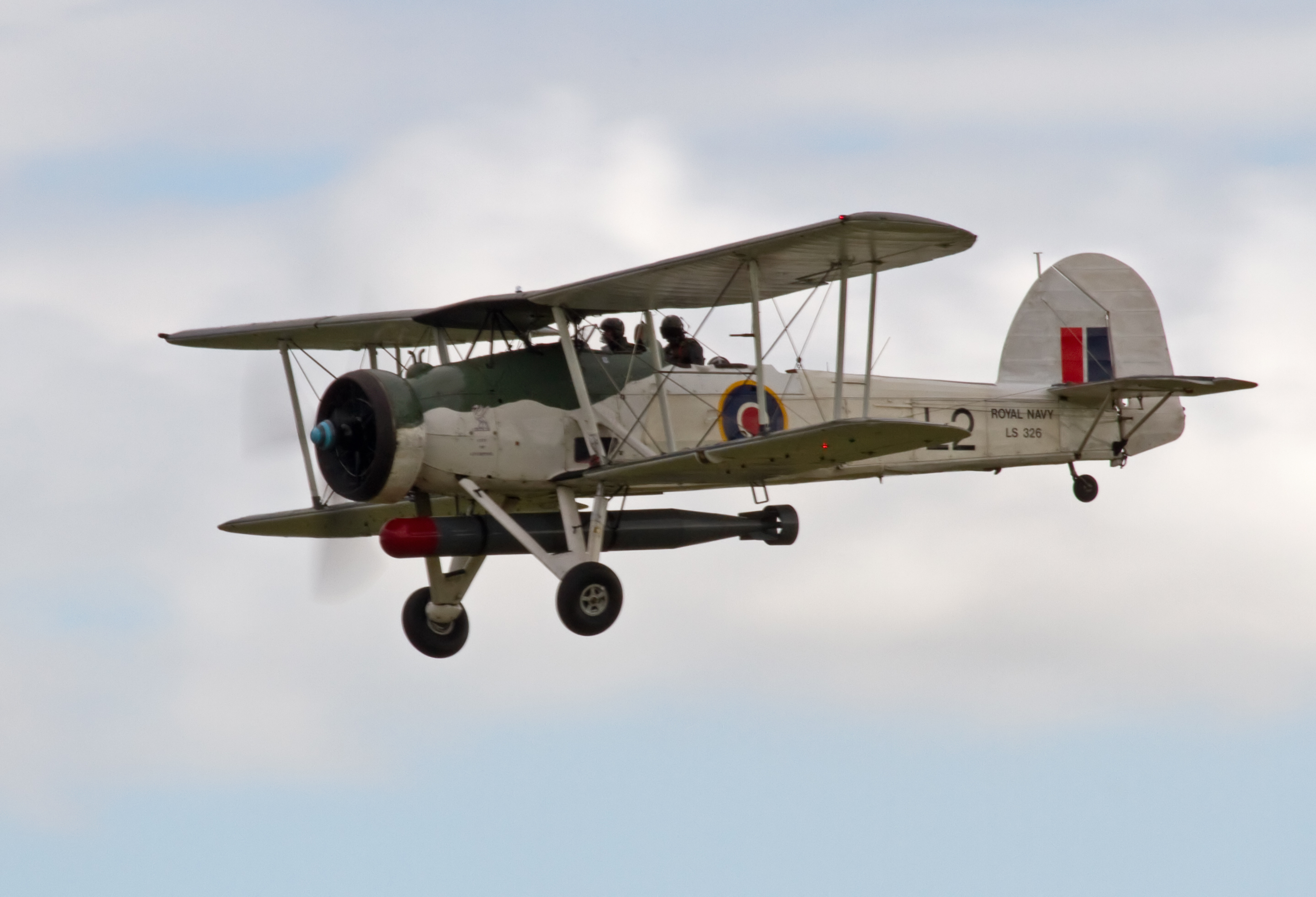
Samolot torpedowy Fairey Swordfish

W nocy przeciwko „Bismarckowi” wypuszczono 9 samolotów torpedowych Fairey Swordfish z lotniskowca HMS „Ark Royal”. „Bismarcka” trafiła jedna z wystrzelonych torped, uderzając w pas pancerny prawej burty na śródokręciu, nie przebijając pancerza i nie powodując poważniejszych uszkodzeń. Manewry unikowe, wstrząsy i zwiększenie prędkości spowodowały jednak zerwanie prowizorycznych plastrów zatykających dotychczasowe przebicia i powstanie dodatkowych przecieków, w celu usunięcia których pancernik musiał zwolnić.
O godzinie 1.30 25 maja doszło ponownie do krótkiej wymiany ognia z „Prince of Wales” z odległości 15 000 m (po dwie bezskuteczne salwy). Jednakże wkrótce potem, po godzinie 3.06 „Bismarck” zdołał zgubić prześladowców w rejonie pozycji 56°23′N 36°05′W/56,383333 -36,083333, zataczając koło w prawo i następnie obierając kurs ku Francji.
W tym czasie dowództwo brytyjskie rzuciło wszystkie dostępne siły w celu odnalezienia i zniszczenia pancernika, który zatopił „Hooda”. Mimo złej pogody prowadzono też intensywne poszukiwania lotnicze.
Na „Bismarcku” 25 maja zastosowano kamuflaż w postaci zbudowania makiety drugiego komina, w nadziei zmylenia lotnictwa. Nurkowie zdołali częściowo naprawić rurociągi paliwa, co umożliwiło odzyskanie jego ok. 200 ton.

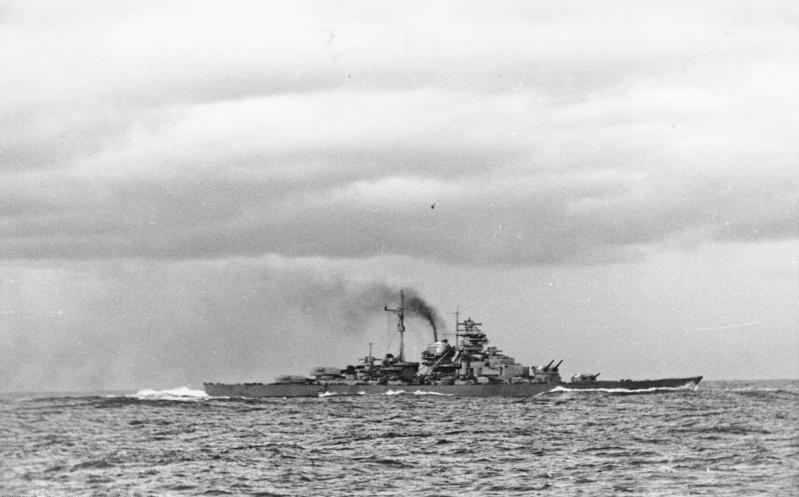
„Bismarck” po starciu z „Hoodem” i „Prince of Wales”

26 maja o godz. 10.30 łódź latająca Catalina odnalazła pancernik. Około 14.50 wypuszczono przeciw „Bismarckowi” atak samolotów torpedowych Swordfish z lotniskowca HMS „Ark Royal”, lecz celem nieskutecznego nalotu omyłkowo stał się własny krążownik „Sheffield”.
Nalot ponowiono i o godzinie 20.47 „Bismarck” został zaatakowany przez 15 Swordfishów, atakujących śmiało z bliskich odległości na minimalnym pułapie, z różnych kierunków. Ogień przeciwlotniczy, prowadzony także przez działa średniego i głównego kalibru (strzelające w wodę w celu spowodowania rozprysków), był nieskuteczny i samoloty odniosły tylko uszkodzenia, trafiając pancernik 2 torpedami. Kluczowe dla losu okrętu uszkodzenie wywołała jedna, która trafiła w rufę i spowodowała zalanie maszyny sterowej i uszkodzenie oraz blokadę obu sterów w położeniu 12 stopni na lewo. Druga uderzyła w śródokręcie po lewej burcie, powodując niewielkie przecieki w rejonie lewego wału napędowego. Okręt utracił sterowność, wykonując zwrot w lewo, po czym z uwagi na wiatr i fale przybrał kurs na północny zachód, płynąc z małą prędkością w stronę głównych sił brytyjskich, w kierunku od Francji. Próby manewrowania zmianą obrotów śrub przynosiły niewielkie rezultaty. Powiodło się odblokowanie tylko jednego steru, co nie polepszyło sytuacji. W ciemnej nocy, ok. 21.55 ponownie utracono kontakt z „Bismarckiem”.
26 maja do ciężkich okrętów brytyjskich, zbierających się wokół „Bismarcka”, dołączyła 4. Flotylla Niszczycieli komandora Philipa Viana, odłączona od eskorty konwoju WS-8B, w składzie niszczycieli: HMS „Cossack” (flagowy), „Sikh”, „Zulu”, „Maori” i polskiego ORP „Piorun”.
O 22:37 „Piorun” odnalazł „Bismarcka” na radarze, następnie zmniejszył dystans i przez 59 minut manewrował w kiepskiej widoczności i silnym sztormie, w bezpośrednim kontakcie wzrokowym z pancernikiem, w odległości ok. 7300–12 000 m od niego. „Bismarck” oddał do niego trzy niecelne salwy z dział głównego kalibru z odległości 12 500 m, obramowując go oraz ostrzeliwał niecelnie z artylerii średniej. Około 23.50 „Piorun” utracił kontakt z „Bismarckiem” i pomimo starań dołączenia do ataków torpedowych, nie odnalazł go ponownie. „Bismarcka” odnalazły jednak pozostałe cztery niszczyciele, które również zostały nieskutecznie ostrzelane, jedynie „Cossack” został o 23.42 lekko uszkodzony odłamkami bliskiego upadku pocisku 150 mm, a „Zulu” odłamkami pocisku 380 mm. O 23.45 komandor Vian wydał rozkaz ataków torpedowych, które następnie niszczyciele wykonywały półdywizjonami (parami) i indywidualnie, z odległości od 3 do 8 km. Wystrzelono łącznie 16 torped, lecz niecelnie. „Bismarck” w odpowiedzi prowadził do nich również nieskuteczny ogień. Niszczyciele następnie utrzymywały przerywany kontakt z pancernikiem przez resztę nocy, oświetlając go od czasu do czasu pociskami oświetlającymi. Po utracie kontaktu, odnalazł go o 5.55 „Sikh”, po czym jeszcze ok. 7 „Maori” zaatakował pancernik dwiema torpedami.

### Ostatnia bitwa Bismarcka

Trasa Bismarcka i ścigających go okrętów

Rano 27 maja „Bismarck” był nadal niesterowny i płynął z małą prędkością w kierunku północno-zachodnim. Od północnego zachodu nadpłynęły dwa brytyjskie pancerniki HMS „King George V” i „Rodney”, które o godzinie 8.47 otworzyły ogień z odległości ok. 20 km, następnie zaczęły się przybliżać. Wkrótce „Bismarck” zaczął być demolowany z trzech stron trafieniami artylerii głównej i średniej brytyjskich pancerników i ciężkich krążowników „Norfolk” (od północy) i HMS „Dorsetshire” (od wschodu, udział jego w walce artyleryjskiej był jednak niewielki z uwagi na duży dystans). O 8.49 ogniem odpowiedział „Bismarck”, ostrzeliwując nieskutecznie „Rodneya” (bliskie upadki, lecz bez trafień), a następnie od godz. 9 „King George V”. Niesterowność i zmiany kursu „Bismarcka” utrudniały korygowanie przez niego ognia, a dodatkowo wkrótce ok. 8.59 pocisk „Norfolka” zniszczył mu dziobowe stanowisko kierowania ogniem dział. W tym samym czasie unieruchomione pociskiem „Rodneya” zostały jego obie wieże dziobowe, a następnie zostały uszkodzone kolejnym pociskiem o 9.02. O 9.13 pocisk „King George V” zniszczył też rufowe stanowisko centralnego kierowania ogniem. Ogień prowadziły jeszcze przy pomocy własnych dalmierzy wieże rufowe, lecz niecelnie. Naprawiono następnie wieżę dziobową A, lecz ostatecznie artyleria główna „Bismarcka” zamilkła o 9.31. Część nadwodna „Bismarcka” była niszczona pociskami i ogarnięta rozległymi pożarami, otrzymał on co najmniej kilkadziesiąt trafień, być może nawet 300–400.
O godzinie 10.14 („Rodney”) i 10.22 („KGV”) brytyjskie pancerniki przerwały ogień do będącego praktycznie wrakiem i niestawiającego oporu, lecz utrzymującego się na wodzie „Bismarcka”, po czym skierowały się do bazy z uwagi na kończące się paliwo. Krążownik „Dorsetshire” o 10.24 dobił „Bismarcka” torpedą w prawą burtę, a o 10.36 jeszcze jedną w lewą burtę. „Bismarck”, przechylony na lewą burtę, przewrócił się i zatonął ok. 10.40.

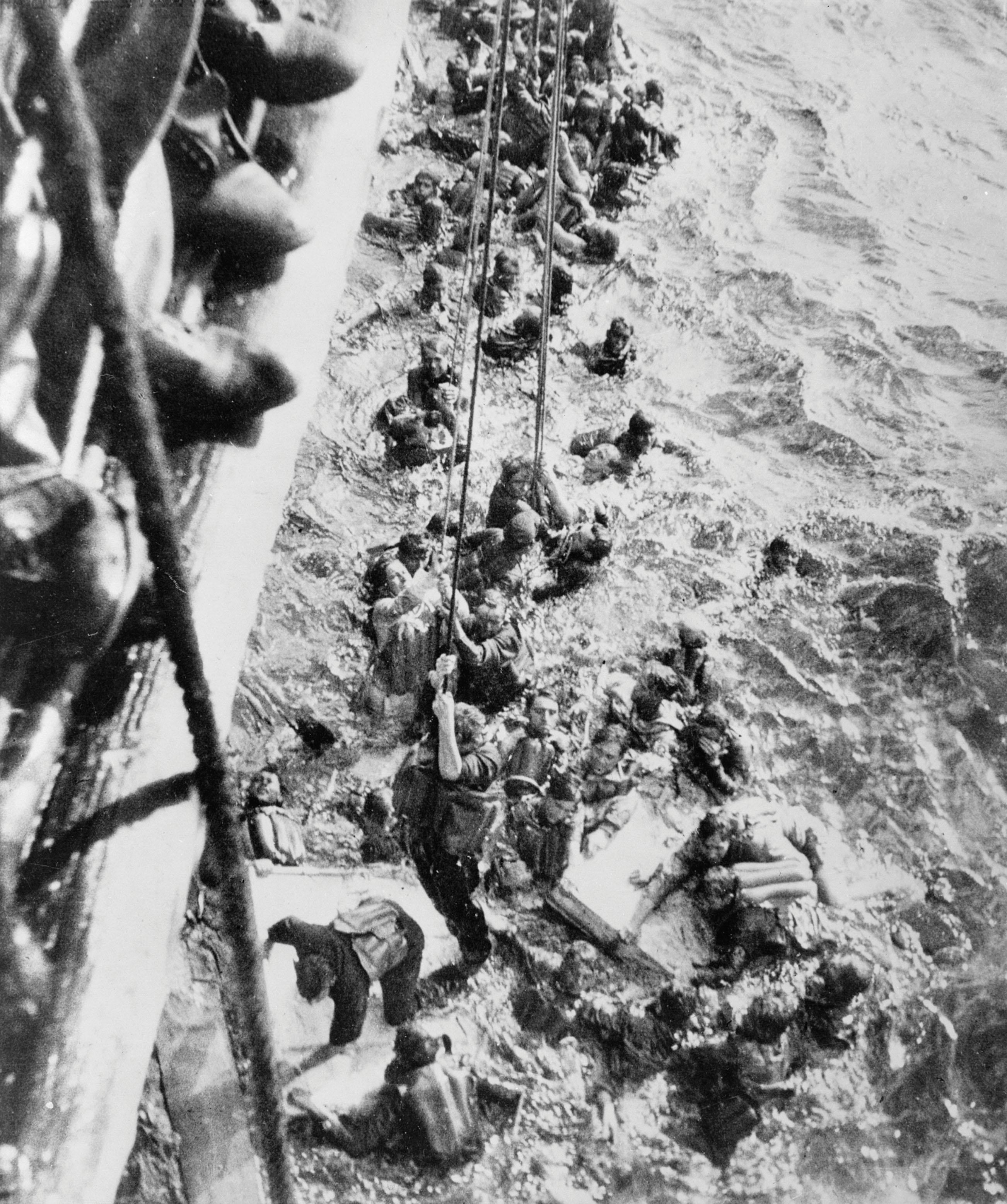
Rozbitkowie u burty HMS „Dorsetshire”

Z 2221 członków załogi uratowano tylko 115: 85 przez krążownik „Dorsetshire” (1 później zmarł), 25 przez niszczyciel „Maori”, 3 przez niemiecki U-Boot U-74 i 2 przez niemiecki trawler „Sachsenwald”. Zginęło 2106 marynarzy i oficerów (istnieją różne dane co do liczby ofiar). Już po zatonięciu okrętu załoga niszczyciela „Cossack” uratowała z wody jego maskotkę - czarnego kota.

## Wersja samozatopienia pancernika
Według relacji części członków załogi „Bismarcka”, po godz. 10 komandor podporucznik Gerhard Junack otrzymał rozkaz samozatopienia okrętu, w następstwie czego założył i ok. 10.20 odpalił w siłowni pancernika ładunki wybuchowe, które spowodowały zalewanie kadłuba wodą i w konsekwencji zatonięcie okrętu. Teza o samozatopieniu „Bismarcka” jest kontrowersyjna, liczni autorzy nie dają wiary tym relacjom, lecz podzielają ją na podstawie analizy możliwych przyczyn zatonięcia m.in. W. Garzke i R. Dulin. Zwracana jest uwaga na to, że nikt z uratowanej załogi nie służył w maszynowni ani pod pokładem, a wszystkie linie komunikacyjne zostały przerwane już wcześniej.
Bez względu na to czy „Bismarck” faktycznie został samozatopiony, nie miał już wówczas zdolności do walki ani manewrowania i jego los był przesądzony, a ewentualne samozatopienie jedynie przyspieszyło zatonięcie. Podkreśla się jednak, że chociaż ogień prowadzony z małej odległości niszczył część nadwodną pancernika, to taki rodzaj ognia w niewielkim stopniu przyczynił się do zatopienia okrętu, do czego najskuteczniejsze są pociski upadające z większej odległości pod większym kątem, w część podwodną lub pokład pancerny. Główny pas pancerny „Bismarcka” mógł zostać przebity co najmniej raz lub dwa, natomiast więcej pocisków przebiło górny cieńszy pas. Już po odkryciu wraka „Bismarcka” policzono, że miał on ok. 400 dziur w kadłubie i nadbudówkach, wiele z nich zrobionych przez pociski największego kalibru.
Według opublikowanych w 2011 relacji marynarzy brytyjskich z HMS „Rodney”, w 70. rocznicę zatopienia „Bismarcka”, ciężko uszkodzony „Bismarck” usiłował przynajmniej trzykrotnie poddać się. Jeden z brytyjskich marynarzy zauważył wysyłany alfabetem semaforowym sygnał o chęci poddania okrętu niemieckiego. Na niemieckim okręcie wciągnięto także czarną flagę, co jest sygnałem poddania się, podobne sygnały przesłano także lampą sygnałową. Wszystkie sygnały z pokładu „Bismarcka” zostały zignorowane przez brytyjskich oficerów.
5 czerwca 1989 odnaleziono wrak „Bismarcka” na głębokości 4750 m. Pancernik „Bismarck” jest ostatnim jak dotąd okrętem niemieckim, jaki nosił imię „Żelaznego Kanclerza” Ottona von Bismarcka (1815–1898).

## Bismarck w kulturze
Pancernik „Bismarck” jest jednym z niewielu okrętów liniowych, które uwiecznione zostały w utworach muzycznych. W przypadku „Bismarcka” chodzi o balladę country&western pt. „Sink the Bismark!”, wykonywaną m.in. przez Johnny’ego Hortona i Blues Brothers. W 2019 szwedzki zespół Sabaton nagrał utwór o tytule „Bismarck” nawiązujący do historii tego okrętu.
W 1960 nakręcono angielski film wojenny o historii „Bismarcka” – Zatopić pancernik Bismarck! (Sink the Bismarck!).